# Première topique
Pour les articles homonymes, voir Topique.
 (juin 2018).

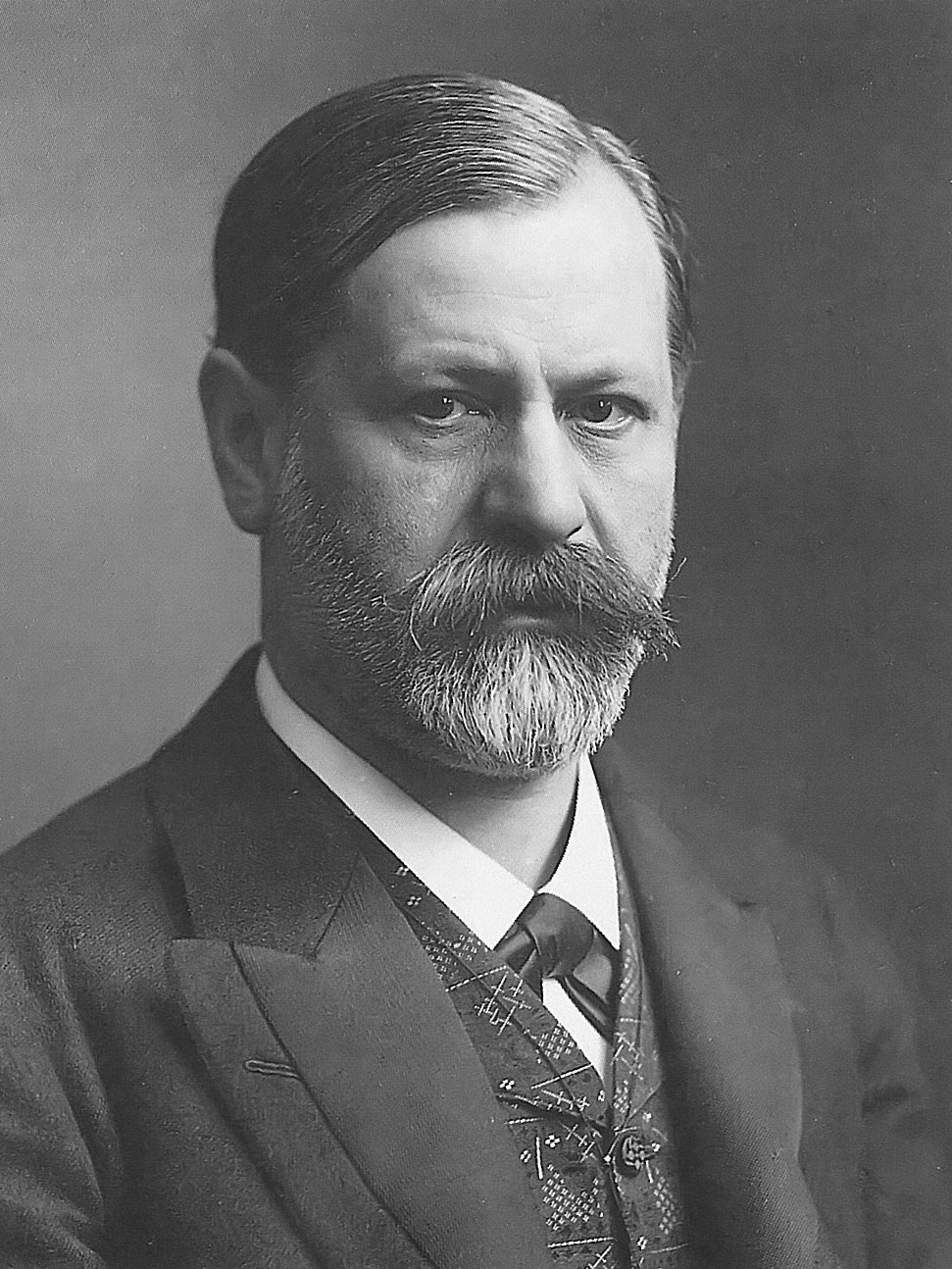
Sigmund Freud vers 1900-1905, au moment de la première topique

La première topique est une conception du psychisme organisé en lieux psychiques, la première représentation spatiale de l'appareil psychique différencié en systèmes, l’inconscient, le préconscient et le conscient, créée par Sigmund Freud.  
Freud posa l’hypothèse des topiques psychiques comme schéma explicatif du fonctionnement mental normal et pathologique de l'être humain. Ces modèles emploient une désignation spatiale que l'on peut décrire comme rendant compte du conflit psychique, de la conception dynamique[pas clair].

## Vue d'ensemble
La première topique, du grec τόπος / tópos signifiant lieu, apparaît comme notion à partir de 1895 dans les Études sur l'hystérie, puis elle est travaillée dans la correspondance avec Fliess, bien qu'elle ne se formalise réellement que dans L'Interprétation du rêve dans le chapitre VII, en 1900. 
Elle définit trois pôles, que sont l'inconscient, le préconscient et le conscient. Freud en donne cependant un schéma plus détaillé, dans la lettre du 6/12/1896 qu'il adresse à Wilhelm Fliess.
Freud y précise que l'innovation réside dans la présentation d'une mémoire présente plusieurs fois, se composant de différents signes, « restes » ou « traces » du « souvenir » (Laplanche et Pontalis traduisent Erinnerungsspur par « trace mnésique ») : 
```
                I                 II                III               
Percp.        Percp S.           Incs.            Précs.            Consc.   
x    x - - - - x  x   - - - - - -x x  - - -- - - - x  x  - - - - - - x  x 
     x           x x             x  x                x               x 
```

Il s'agit de la figure no 7 qui figure le nombre des enregistrements par un processus de "stratification" « les matériaux présents sous forme de traces mnémoniques se trouvent de temps en temps "remaniés" suivant des circonstances nouvelles ». Selon Anne Berman, la traductrice, cet exposé marque un passage entre les développements parus dans l'Esquisse et les conceptions présentées dans l'Interprétation des rêves. 
- Percp. (perception)
La perception est selon Freud opposée à la mémoire. Le conscient prend donc en charge la perception, il y a conscience de percevoir, mais ce n'est pas à ce niveau que l'enregistrement s'effectue.
- Percp. S (signe de perception)
Ce premier enregistrement des perceptions ne peut devenir conscient et s'organise selon un réseau associatif.
- Incs. (inconscient)
L'inconscient se voit ici conçu comme une deuxième retranscription et l'on peut rappeler que la théorie freudienne de l'inconscient naît d'une théorie d'un trauma refoulé.
- Précs. (préconscient)
Le préconscient se définit alors comme troisième enregistrement, lié aux représentations verbales (représentations de mot) et que Freud décrit déjà comme correspondant «à notre moi officiel», bien qu'il ne s'agisse pas du Moi tel qu'il sera conceptualisé par la suite, dans la seconde topique.  Cette mémoire est la seule susceptible de devenir consciente.
- Consc. (conscient)

Selon ce schéma, Freud définit trois lieux d'inscription de la perception : les signes de perception, l'inconscient, et le préconscient.
Freud ne définit pas plus la conscience dans cette lettre, « car le conscient et la mémoire s'excluent mutuellement », bien qu'il tienne comme précieux d'étudier les lois de ce pôle, entreprise par contre incluse dans l'Esquisse pour une psychologie scientifique, ouvrage qu'il n'achèvera pas et rédigé au même moment que la lettre à Wilhelm Fliess. C'est dans l'Interprétation des rêves que « cette topique s'affirme comme une succession ordonnée de systèmes différents d'inscription mnésiques, séparés par des frontières qui jouent le rôle de censure ».

## Systèmes
La première topique décrit ainsi des systèmes, et non des instances psychiques, donc deux modes de fonctionnement plutôt que des parties de la personnalité. 

### Système Inconscient
Le système inconscient (ics) fonctionne sur le mode du processus primaire : l'énergie libidinale est libre, ne s'emmagasine pas, mais s'écoule librement. Cette métaphore d'un esprit fait de flux s'échappant, d'absence de rétention, pointe sur l'absence d'élaboration ; la pulsion n'est soumise à aucun travail psychique. Ce modèle renvoie au principe d'inertie neuronique que Freud théorisa à propos de l'appareil psychique.   
Freud considère qu'au début de la vie la satisfaction hallucinatoire (donc le réinvestissement d'une image amnésique, précisément d'une trace laissée par l'expérience de satisfaction), permet complètement la décharge pulsionnelle.

Ce modèle sera précisé comme une fiction. Il s'agit bien d'une image qui renvoie à la dépendance du nourrisson à l'égard de ses parents, dépendance qui sera déterminante par la suite. 
Rapidement cette satisfaction hallucinatoire ne suffira plus. Le nourrisson cherchera alors la satisfaction par d'autres moyens, et le système conscient sera nécessaire. 
Dans ce système, les pulsions sont rattachées à des représentations de choses : le réinvestissement de l'expérience de satisfaction décrit le système inconscient comme trace de la perception : il y a bien des représentations, mais adhérant au réel, des représentations sensorielles. 
Le système inconscient ne se développe pas comme le reste de la personnalité ; il reste figé et n'évolue pas - c'est le principe de la fixation, une représentation investie le demeurant. 
Freud précisera également la formation du système inconscient - à son origine est le refoulement originaire. Par la suite, ce système plus ou moins fermé au reste du psychisme, qui influence en secret, attirera à lui d'autres représentations, provoquant à nouveau refoulement.

### Système Préconscient/conscient
Le système préconscient/conscient (pcs/cs) décrit la conscience ainsi que la mémoire. Pour Freud, une représentation du système préconscient (pcs) peut être rendue consciente. 
Le système pcs/cs fonctionne sur le mode du processus secondaire : l'énergie libidinale, liée, peut être accumulée et investit des objets. C’est-à-dire que le désir peut s'accumuler - la conscience est élaboration de ce désir. La capacité de retenir la pulsion permet la mise en place de l'attention, de la mémoire : sont mises en place les grandes fonctions de l'esprit. 
Dans ce système, les représentations de choses sont rattachées à des représentations de mots. Les traces mnésiques sensorielles, souvenirs factuels, sont reliés à des mots et forment des concepts, des objets pouvant être investis. Le langage, la symbolisation, seraient donc propriétés de la conscience. 
Le système pcs/cs est aussi celui de l'affect, qui est la traduction qualitative d'une dynamique énergétique (pulsionnelle) , quantitative. Dans l'inconscient, il n'y a que quantité d'énergie - la pulsion n'a qu'une délégation psychique, soit la représentation de chose. Mais dans le système conscient, la pulsion a deux délégations, soit la représentation (à la fois de chose et de mot) et l'affect. La quantité pulsionnelle, la virulence de l'énergie, l'importance de l'investissement sera traduit qualitativement, d'où la naissance d'émotions. 
Freud maintient donc une vision de la conscience comme siège du langage, de l'attention, de la mémoire, des émotions. Le conscient est simplement à la merci de l'inconscient.

#### Textes-sources
- Sigmund Freud,
  - Esquisse d'une psychologie scientifique, Paris, PUF, 1986.
  - Lettre à Wilhelm Fliess du 6 décembre 1896, in Naissance de la psychanalyse, PUF 1956.
  - L'Interprétation du rêve (Die Traumdeutung, 1900), Chapitre VII, OCF.P, Quadrige / PUF, 2010, p. 563-680.
  - Métapsychologie, « L'inconscient » (Das Unbewusste, 1915), dans OCF.P, volume XIII, PUF, 1994, p. 205-244.

#### Études
- Chemama R., Vandermersch B., Dictionnaire de la psychanalyse, entrée topique, Paris, Larousse, 2009
- J. Laplanche et J.-B. Pontalis (1967), Vocabulaire de la psychanalyse, entrée: « Topique », Paris, P.U.F., 8e édition: 1984  (ISBN 2 13 0386210)